# Beccopycnidium palmicola
Beccopycnidium palmicola är en svampart som beskrevs av F. Stevens 1930. Beccopycnidium palmicola ingår i släktet Beccopycnidium, divisionen sporsäcksvampar och riket svampar.   Inga underarter finns listade i Catalogue of Life.